# Зимина, Александра Ивановна
Алекса́ндра Ива́новна Зимина́ (8 марта 1903, Тула — 26 января 2006, Минск) — советская и белорусская актриса театра и кино.

## Биография
Александра Зимина родилась 8 марта 1903 года в Туле.
Актёрскую карьеру начинала в Якутском театре, где проработала до 1952 года. Потом переехала в Белоруссию. С 1952 года играла в Русском драматическом театре имени Горького в Минске.
Была штатной актрисой киностудии «Беларусьфильм».
Её называли «белорусской королевой эпизода».
Известность актрисе принесли роли в кинофильмах «Альпийская баллада», «Белые росы» и других.
В кино Александра Зимина появилась тогда, когда ей было уже под 60 лет. Операторы все сцены с Александрой Ивановной снимали с первого дубля.
Международный Посол доброй воли ЮНИСЕФ.
Дочь — Тамара Николаевна Молодкина. Окончила Саратовское театральное училище, играла в театрах Астрахани, Тюмени, Бугульмы. Заслуженная артистка Татарстана.
Скончалась 26 января 2006 года на 103-м году жизни в Минске.

## Творчество

### Театральные работы
- «Иркутская история» А. Н. Арбузова
- «Король Лир» Шекспира
- «Оптимистическая трагедия» В. В. Вишневского

### Фильмография
- 1963 — Сорок минут до рассвета
- 1965 — Альпийская баллада — мать Ивана
- 1968 — Иван Макарович — беженка (в титрах не указана)
- 1969 — Деревенские каникулы — Дарья Ивановна, бабушка Тани (в титрах не указана)
- 1969 — Мы с Вулканом — женщина во дворе, развешивающая бельё
- 1970 — Смятение — няня
- 1971 — Батька
- 1971 — Рудобельская республика — селянка
- 1972 — Вот и лето прошло… — прохожая, объяснявшая Тёме про время
- 1972 — После ярмарки
- 1972 — Золотое крыльцо
- 1973 — Большой трамплин
- 1973 — Горя бояться - счастья не видать — гостья
- 1974 — Великий укротитель — тётя Катя, вахтёрша в цирке
- 1974 — Неоткрытые острова — бабушка Димы
- 1974 — Последнее лето детства — бабушка, «приютившая» Белку
- 1974 — Весёлый калейдоскоп — врач
- 1976 — По секрету всему свету — бабушка Костика
- 1976 — Про дракона на балконе, про ребят и самокат — тётя Лиза
- 1976—1978 — Время выбрало нас
- 1977 — Птицы на снегу
- 1977 — Три весёлые смены — бабушка
- 1978 — Гость — мать
- 1978 — Расписание на послезавтра — тетя Маша, уборщица
- 1979 — Красный велосипед — бабка
- 1979 — Примите телеграмму в долг — бабушка Сашеньки
- 1979 — Новоселье — бабушка
- 1980 — Аистёнок — Пилипиха
- 1980—1988 — Государственная граница — Анфиса Александровна
- 1981 — Паруса моего детства — бабка с петухом
- 1981 — Фруза — глухая старушка
- 1982 — Культпоход в театр — Евдокия Петровна, соседка Скоробогатова
- 1983 — Белые росы — Марья, тёща деда Тимофея
- 1983 — Водитель автобуса — Ивановна
- 1983 — Обуза
- 1983 — Отцы и дети — старая княжна
- 1984 — Осенний подарок фей — придворная дама герцогини
- 1984 — Двое на острове слёз — баба Лиза
- 1985 — Друзей не выбирают — бабушка Светланы
- 1985 — Куда идёшь, солдат? — — женщина на станции
- 1985 — Снайперы — старуха
- 1988 — Воля Вселенной — продавщица цветов
- 1992 — Белые одежды — домработница Тумановой
- 1992 — Кооператив «Политбюро», или Будет долгим прощание — баба Таня